# Brad Wright
Brad Wright är en kanadensisk producent och manusförfattare som hittills haft sina största framgångar med de kanadensisk-amerikanska TV-serierna, science fiction-TV-serierna Stargate SG-1 (1997-2007), Stargate Atlantis (2004–2008) och Stargate Universe (2009-2011) . Han räknas dessutom tillsammans med Robert C. Cooper och Jonathan Glassner som skapare av Stargate SG-1 och som skapare av Stargate Atlantis tillsammans med Cooper. Brad Wright har dessutom varit en av de drivande krafterna i arbetet med de två långfilmerna: Stargate: The Ark of Truth och Stargate: Continuum. Den sistnämnda filmen är han även en av manusförfattarna till.
Brad Wright, som är född i Vancouver, British Columbia, Kanada,  gjorde sig ett namn i science fiction-genren genom den hyllade och flerfaldigt belönade TV-serien The Outer Limits 
, som dock aldrig har visats i Sverige. The Outer Limits var ursprungligen en 1960-talsserie som började spelas in igen på 1990-talet. Det första nya avsnittet sändes den 26 mars 1995 i USA och gick därefter i sju säsonger om totalt 152 avsnitt fram till 2002. Det var i arbetet med denna serie som Wright inledde sitt samarbete med Jonathan Glassner. Brad Wright har två döttrar som heter Kayla och Tessa. Dessa två har spelat med i ett av Stargate SG-1:s avsnitt. Detsamma har Wright gjort och det i det speciella SG-1:s 200:e avsnitt där han spelade skotsk chefsingenjör( som en parodi på Star Trek). Han har även spelat F-15-pilot den 29 juli 2008 i långfilmen Stargate: Continuum.  

Han har även skrivit manus till TV-serier såsom Neon Rider, Svarta Hingstens första äventyr, The Odyssey, Highlander, Madison och Poltergeist: The Legacy.

## Filmografi
Som manusförfattare eller medförfattare
- 1990 - Neon Rider - 4 avsnitt
- 1990 - Svarta Hingstens första äventyr - 2 avsnitt
- 1991 - Neon Rider - 4 avsnitt
- 1992 - Highlander (TV-serien) - okänt antal avsnitt
- 1992 - Neon Rider - 5 avsnitt
- 1993 - Neon Rider - 2 avsnitt
- 1994 - Neon Rider - 3 avsnitt
- 1994 - Madison (TV-serie) - 2 avsnitt
- 1994 - The Odyssey - 3 avsnitt i en TV-serie med detta namn
- 1995 - The Outer Limits - 6 avsnitt
- 1996 - Poltergeist: The Legacy - 2 avsnitt
- 1997 - The Outer Limits - 2 avsnitt
- 1997 - Stargate SG-1 - 14 avsnitt
- 1998 - The Outer Limits - 2 avsnitt
- 1998 - Stargate SG-1 - 21 avsnitt
- 1999 - Stargate SG-1 - 22 avsnitt
- 2000 - The Outer Limits - 1 avsnitt
- 2000 - Stargate SG-1 - 22 avsnitt
- 2001 - Stargate SG-1 - 24 avsnitt
- 2002 - Stargate SG-1 - 20 avsnitt
- 2003 - Stargate SG-1 - 20 avsnitt
- 2004 - Stargate SG-1 - 24 avsnitt
- 2004 - Stargate Atlantis - 12 avsnitt
- 2005 - Stargate Atlantis - 20 avsnitt
- 2005 - Stargate SG-1 - 22 avsnitt
- 2006 - Stargate Atlantis - 20 avsnitt
- 2006 - Stargate SG-1 - 20 avsnitt
- 2006 - Stargate Atlantis - 15 avsnitt
- 2007 - Stargate SG-1 - 10 avsnitt
- 2016 - Travelers - 12 avsnitt

Som exekutiv producent
- för alla avsnitt av Stargate SG-1 1997, 1998, 1999, 2000, 2001, 2002 - (123 avsnitt)
- 2003 - Stargate SG-1 - 8 avsnitt
- 2004 - Stargate Atlantis - 12 avsnitt
- 2004 - Stargate SG-1 - 14 avsnitt
- 2005 - Stargate Atlantis - 12 avsnitt
- 2005 - Stargate SG-1 - 20 avsnitt
- 2005 - Stargate Atlantis - 12 avsnitt
- 2006 - Stargate SG-1 - 20 avsnitt
- 2005 - Stargate Atlantis - 14 avsnitt
- 2007 - Stargate SG-1 - 10 avsnitt

Som konsulterande producent
- 2003 - Stargate SG-1 - 13 avsnitt
- 2004 - Stargate SG-1 - 9 avsnitt

## Utmärkelser
- 1997 - Gemini Awards Gemini för "Best Short Dramatic Program" (Outer Limits)
- 2007 - Writers Guild of Canada: 	WGC Showrunner Award  (Stargate Atlantis)